# The Last of England
The Last of England é um filme de drama e fantasia teuto-britânico de 1987 dirigido e escrito por Derek Jarman. 
Estrelado por Tilda Swinton, estreou no Festival Internacional de Cinema de Edimburgo em agosto de 1987.

## Elenco
- Tilda Swinton
- Nigel Terry
- Jonathan Phillips
- Spencer Leigh